# Campeonato Carioca de Futebol de 1997 - Quarta Divisão
O Campeonato Carioca de Futebol de 1997 foi uma edição da quarta divisão do campeonato estadual de futebol profissional do Rio de Janeiro. A competição foi organizada pela Federação de Futebol do Estado do Rio de Janeiro (FERJ). Ao final da disputa, o Cosmos sagrou-se campeão e o Coelho da Rocha, vice-campeão.

## Participantes
- Bela Vista Futebol Clube (Niterói)
- Cosmos Social Clube (São Gonçalo)
- Esporte Clube Cachoeirense (Cachoeiras de Macacu)
- União Central Futebol Clube (Rio de Janeiro)
- União Esportiva Coelho da Rocha (São João de Meriti)